# Municipio de Ypsilanti (Míchigan)
El municipio de Ypsilanti (en inglés: Ypsilanti Township) es un municipio ubicado en el condado de Washtenaw en el estado estadounidense de Míchigan. En el año 2010 tenía una población de 53362 habitantes y una densidad poblacional de 649,43 personas por km².

## Geografía
El municipio de Ypsilanti se encuentra ubicado en las coordenadas 42°12′49″N 83°35′57″O / 42.21361, -83.59917. Según la Oficina del Censo de los Estados Unidos, el municipio tiene una superficie total de 82.17 km², de la cual 77.52 km² corresponden a tierra firme y (5.65%) 4.65 km² es agua.

## Demografía
Según el censo de 2010, había 53362 personas residiendo en el municipio de Ypsilanti. La densidad de población era de 649,43 hab./km². De los 53362 habitantes, el municipio de Ypsilanti estaba compuesto por el 58.41% blancos, el 32.85% eran afroamericanos, el 0.43% eran amerindios, el 2.06% eran asiáticos, el 0.05% eran isleños del Pacífico, el 1.64% eran de otras razas y el 4.56% pertenecían a dos o más razas. Del total de la población el 4.64% eran hispanos o latinos de cualquier raza.